# Ulica Toszecka w Gliwicach
Ulica Toszecka w Gliwicach – jedna z ulic w gliwickich dzielnicach: Śródmieście, Szobiszowice, Kopernik, Obrońców Pokoju, Łabędy i Czechowice. Jest jedną z głównych ulic wylotowych z miasta, prowadzącą ruch w kierunku północno-zachodnim.

## Informacje ogólne
Ulica wzięła swoją nazwę od miasta Toszek: od średniowiecza biegł tędy trakt, łączący Gliwice z tym miastem. Specyficzny przebieg pierwszego "ślepego" obecnie odcinka ulicy Toszeckiej do Ronda im. Prezydenta Lecha Kaczyńskiego wynika stąd, że do 23 września 1893 r., tj. do oddania obecnego wiaduktu nad torami kolejowymi w ciągu ulicy Bohaterów Getta Warszawskiego, łączył się on ze wzmiankowaną ulicą bezpośrednio poprzez jednopoziomowy przejazd przez tory. Przy granicy z Pyskowicami zmienia się w ulicę Gliwicką.
Przy ulicy Toszeckiej swoją siedzibę mają: firmy i przedsiębiorstwa handlowo-usługowe, sklepy sieci Selgros, Aldi, Pepco, Rossmann, Lidl i Biedronka, przychodnia lekarska, apteka,  klinika weterynaryjna, filia Miejskiej Biblioteki Publicznej, stacje paliw, fast food sieci McDonald’s, Oddział Materiałów Ogniotrwałych Instytutu Ceramiki i Materiałów Budowlanych, salon samochodowy Citroen Auto Gazda, Leśniczówka Lasu Łabędzkiego i szereg innych firm. Na odcinku od centrum miasta do ul. Gajowej ulica wyposażona jest w chodniki, a fragmentarycznie również w ścieżkę rowerową. 
Ulicą kursują autobusy ZTM.

## Przebieg
Biegnie od Śródmieścia do granicy z miastem Pyskowice. Ulica jest częścią drogi wojewódzkiej nr 901, w latach 1985 – 1999 drogi krajowej nr 901. Przed reformą sieci drogowej w grudniu 1985 roku stanowiła fragment drogi państwowej nr 37, łączącej Gliwice z Kluczborkiem, Ostrowem Wielkopolskim i Poznaniem.

## Obiekty i miejsca
Przy ulicy znajdują się następujące historyczne obiekty i miejsca:
- kościół parafialny pw. św. Bartłomieja (ul. Toszecka 36) – pochodzący z XVI wieku, wzniesiony w stylu gotyckim, wpisany do rejestru zabytków (nr rej.: A/177/06 z 2 listopada 1956, z 10 marca 1960 i z 16 kwietnia 2006, granice ochrony obejmują kościół wraz z najbliższym otoczeniem wyznaczonym przez murowane ogrodzenie); ochroną objęto także cmentarz kościelny oraz murowane ogrodzenie;
- głaz z tablicą, upamiętniającą poległych i zaginionych w czasie I i II wojny światowej (skwer u zbiegu ul. Toszeckiej i ul. Nad Łąkami w dzielnicy Czechowice).